# Gumersindo de Azcarate
Gumersindo de Azcarate (León, 13 gennaio 1840 – Madrid, 15 dicembre 1917) è stato uno scrittore e politico spagnolo giurista, storico, professore universitario di area liberale, è annoverato tra i primi fondatori della Institución Libre de Enseñanza (ILE).

## Biografia
Gumersindo de Azcárate Menéndez era figlio di Patricio de Azcárate Corral e di Justa Menéndez-Morán Palacio. 
Fece i suoi primi studi a León, poi a Oviedo e infine a Madrid dove si laureò nel 1867 in legge. A Madrid entrò nel cosiddetto "circolo dei krausisti" che si ispirava al filosofo tedesco Karl Krause le cui opere erano state da poco tradotte da Julián Sanz del Río. 
A Madrid sposò Emilia Inerarity in prime nozze e in seconde María Benita Álvarez Guijarro.
Dopo un'esperienza di lavoro alla Direzione Generale dei Registri, dal 1873 si dedicò esclusivamente all'insegnamento universitario occupando la cattedra di Economia Politica e Statistica alla Università Centrale di Madrid da cui fu espulso nel 1875 insieme a quel gruppo di professori, fra cui spiccano Francisco Giner de los Ríos e Nicolás Salmerón, che difendendo la libertà dell'insegnamento non vollero giurare fedeltà alla Chiesa e alla Corona. Con loro partecipò nel 1876 alla creazione dell'Institución Libre de Enseñanza.
Nel 1881 fu riammesso all'insegnamento però di altre materie come storia generale del diritto spagnolo, istituzioni di diritto privato e legislazione comparata.
Fu membro del Consiglio della Pubblica Istruzione, vicepresidente della Giunta per la diffusione degli studi, presidente dell'Istituto di riforma sociale, membro dell'Accademia di Storia. 
Fu tra i fondatori e presidente fino alla sua morte della Fundación Sierra-Pambley. 
Nel 1886 fu eletto deputato del Partito Repubblicano per il distretto di León, rappresentanza politica che manterrà fino alla sua morte.
Nel 1887 Gumersindo Azcárate figura nell'elenco degli autori incaricati della redazione del Dizionario Enciclopedico Hispano-Americano per le sezioni di sociologia e di politica.

Gumersindo Azcárate muore a Madrid il 15 dicembre 1917 all'età di settantasette anni. La sua biblioteca, donata dai nipoti alla Fundación Sierra-Pambley successivamente costituirà il primo nucleo della Biblioteca Azcárate di León.

## Opere principali
- Minuta de un testamento (opera non firmata) (1876)[2]
- Estudios económicos y sociales (1876)
- El self-government y la Monarquía doctrinaria (1877)
- Estudios filosóficos y políticos (1877)
- Concepto de la Sociología